# Yvon Le Corre
Pour les articles homonymes, voir Le Corre.
Yvon Le Corre, né le 7 octobre 1939 à Saint-Brieuc et mort le 25 août 2020 à Tréguier, est un peintre et navigateur français, auteur de plusieurs ouvrages, carnets de voyages et récits.

## Biographie

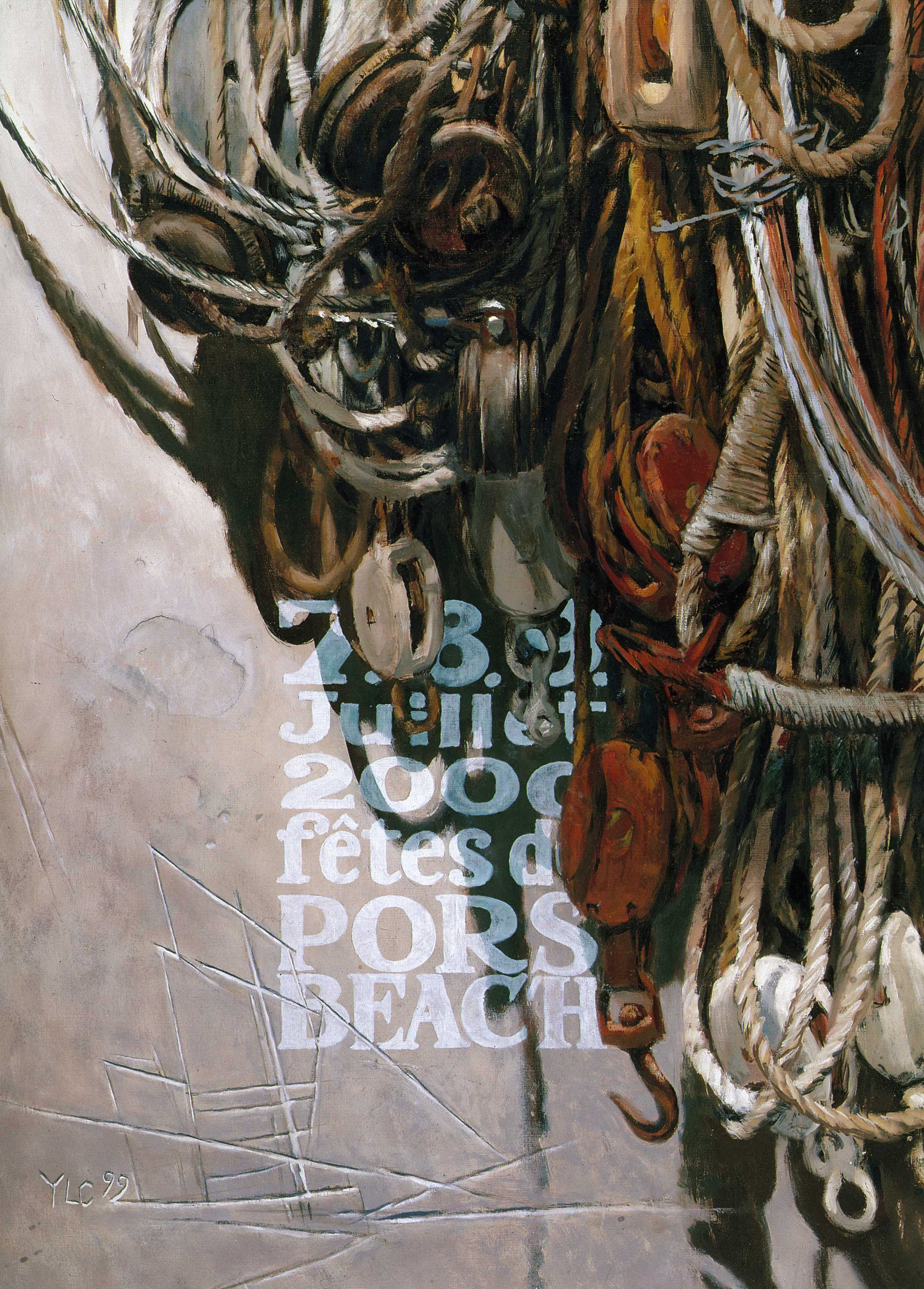
Affiche d'Yvon Le Corre pour les fêtes maritimes de Pors Beac'h.

Yvon Le Corre est un temps professeur, notamment à Marseille où, dans les années 1970, il transmet au jeune Titouan Lamazou la passion de la navigation à la voile et du dessin de voyage. Ses navigations le mèneront d'Irlande au Maroc, au Portugal, au Brésil, en Mauritanie ou en Antarctique. Naviguant sur des bateaux de travail traditionnels en bois comme son « Iris » (Smack de Colchester) avec lequel il fait naufrage en Écosse en 1979, il est précurseur de la réhabilitation des « vieux gréements » et fait construire en 1981 « Eliboubane », la réplique d'une chaloupe sardinière de Douarnenez.
Il décline, à deux reprises, la proposition d'être nommé peintre de la Marine, et refuse la décoration de chevalier des Arts et des Lettres. Pour accompagner la sortie de son ouvrage, L'Ivre de mer, qu'il a imprimé seul, au plomb, au cuivre et à l'eau-forte sur une presse vieille de 150 ans, il effectue une tournée des ports de Bretagne à la voile, en dédicaçant son ouvrage à chacune de ses escales. Pour cet ouvrage  et l'ensemble de son œuvre, il reçoit des mains d'Erik Orsenna le prix Mémoires de la mer le 8 mars 2012.
Yvon Le Corre est propriétaire du ligneur anglais Girl Joyce, vieux gréement de 150 ans restauré par ses soins.
Il vécut à Tréguier (Côtes-d'Armor), où il est inhumé à sa mort survenue dans cette même ville le 25 août 2020, à l'âge de 80 ans.

## Œuvres
- Heureux qui comme Iris, avec Karin Huet, Gallimard, 1978
- Carnet d'Irlande, Chasse-marée, 1987
- Les Tavernes d'Alcina, Gallimard, 1990
- Antarctide, Gallimard, 1992
- Irlande : les demeures du grand souffle, livre + CD (musique Per Tallec), Gallimard, 1994
- Carnets du littoral : le Cap Sizun, Gallimard, Conservatoire du littoral, 1997
- Les Outils de la passion, Le Chasse-Marée, ArMen, 1998
- Mali Mélo avec Régis Loisel et Patrick Cothias, Glénat, 2000[5]
- Madagascar, ma terre oubliée avec Laurent Vicomte et Franck Giroud, Glénat, 2001
- Taïeb, une rencontre au désert, Le Chêne, 2002
- L'Ivre de mer, 2011
- Azouyadé, 2015
- L'Ivresse des grèves, Éditions Ouest France, 2017

## Exposition
- « Yvon Le Corre - Dans le sillage du peintre » du 7 mai au 25 septembre 2016 au Domaine départemental de La Roche-Jagu[6].

## Citations
L'ouvrage de Farid Abdelouahab, Ces merveilleux carnets de voyage, publié en 2004 au Reader's Digest, consacre une rubrique entière illustrée en couleurs au carnet de voyage tenu, entre septembre et décembre 1988, par Yvon Le Corre lors de son périple pédestre au Portugal avec sa femme et leur jeune fils de 3 ans. Avec le voilier Eliboubane (réplique d'une chaloupe sardinière des années 1900) ils avaient appareillé à Tréguier, le 4 mai 2004, et navigué jusqu'à Torreira.

### Documentaire
- Alain Gallet, Yvon Le Corre peintre navigateur, France 3 Ouest, 2000 (52 min).